# Bolzano Vicentino
Bolzano Vicentino (deutsch veraltet: Wälsch-Bozen oder Welsch-Bozen) ist eine nordostitalienische Gemeinde (comune) in der Provinz Vicenza in Venetien. Die Gemeinde liegt etwa 8 Kilometer nordöstlich von Vicenza an der Tesina.

## Verkehr
Durch die Gemeinde führt die Strada Statale 53 Postumia von Vicenza kommend nach Treviso. Westlich wird Bolzano Vicentino durch die Autostrada A31 begrenzt.